# Club Defensor Arica
El Defensor Arica es un club de fútbol del distrito de Breña en la ciudad de Lima, Perú. Fue uno de los clubes, más importantes de Breña, en lograr ascedender a la primera profesional. Además fue uno de los mejores rivales del Defensor Lima. Logró participar en la Copa Libertadores de América de 1970.

## Historia
Inicialmente fundado como Deportivo Defensor Arica, el 18 de diciembre del 1929. El Defensor Arica fue fundado en un callejón de la Avenida Colonial en Breña. En 1947 logró el ascenso a la Segunda División desde la Liga Regional. 
El año 1964 Defensor Arica ascendió a la Primera División de Perú 1965 (en ese entonces solo de Lima y El Callao) después de golear al Juventud Gloria por 8-0 y logrando el título de la Segunda División.
Se proclama campeón de la Segunda División en el estadio San Martín de Porres un 14 de noviembre de 1964 cuando se impuso por 8-0 al Juventud Gloria y obtener su único ascenso a la máxima categoría. Esa tarde el once titular fue con Ottorino Sartor en el arco; Pablo Villaverde, Rafael Rosas y Carlos García en la defensa; ‘La Lora’ Gutiérrez y Anselmo Ruíz en la contención; Víctor Montoya, Genaro Barrera, ‘El Cholo’ Ocsas, Juan Nakajata y Enrique Sánchez en la delantera. También ingresó Jaime Diez Canseco y era Presidido por Nicolini.
El año 1969 consiguió su mayor logro: fue segundo y clasificó a la Copa Libertadores de América. En 1970 jugó la Copa Libertadores, junto con Universitario como campeón peruano, y con los equipos ecuatorianos de América de Quito y el LDU. Quedó tercero en su grupo y por lo tanto fue eliminado. El director técnico de esta proeza de Defensor Arica en la Copa Libertadores fue la leyenda xeneize Benicio José Acosta Barreiro, quien trabajó como director técnico en este club entre los años 1968 hasta finalizar la temporada de 1970. 
El año 1972 jugó con un equipo juvenil (por eso fue llamado "el equipo desmantelado" por la prensa) donde destacaba Jesús Lavalle. Ese año perdió la categoría y al ser desactivada la Segunda División regresó a su liga de origen, pero tras dos años sus dirigentes dejaron de inscribirlo y el club desapareció.

Clásico de Defensores
El Clásico de Defensores se originó en la Segunda División de 1958 cuando Defensor Lima subió del Triangular Interligas 1957. En ese entonces del Defensor Arica militaba en la segunda división por mucho tiempo, sin suerte de ascender a la profesional. El Defensor Lima era un duro rival y difícil de ganarle. Se enfrentaron en los años 1958,1959 y 1960 donde Defensor Lima campeonó y fue promovido a la profesional. Pasaron los años hasta que el Defensor Arica logra el campeonato en 1964  y se reencuentra con su rival. 
En 1968, ambos cuadros en primera división, se reencontraron: el local terminó empate 0-0 y luego de visitante terminó 1-1. En 1969 solo se encontraron una vez, porque en ese periodo se jugaba en dos liguillas diferentes y luego en el torneo final el triunfo fue de su eterno rival Defensor Lima 1 - 0. En el campeonato de 1972 fue la última vez que ambos cuadros jugarían juntos, ya que los Celestes perdió la categoría y retornó segunda división en algunas pocas temporadas hasta su desaparición del fútbol peruano. Sin embargo Defensor Arica dio señales de vida después de 44 años de ausencia en enero del año 2020 un grupo de jóvenes entusiastas deciden reactivar las acciones del club Defensor Arica se especulaba participarían en alguna liga distrital el 2020 pero lamentablemente por la pandemia y actualidad no participaron en ninguna liga distrital se esperaba su vuelta a las canchas en el año 2021 pero no sucedió.

## Uniforme
- Uniforme titular: Camiseta celeste, pantalón negro, medias negras.
- Uniforme secundario: Camiseta celeste, pantalón blanco, medias blancas.
- Uniforme terciario: Camiseta blanca con franja celeste, pantalón negro, medias negras.

## Evolución Indumentaria

#### Uniforme de 1929 al 1963
| Titular 1 | Titular 2 | Titular 3 | Alterno 1 | Titular 4 | Alterno 2 | Titular 5 | Alterno 3 |  |

#### Uniforme de 1964 al 1975
| Titular 1 | Alterno 1 | Titular 2 | Alterno 2 | Titular 3 | Alterno 3 | Titular 4 | Titular 5 |  |

## Jugadores
| - Ottorino Sartor (Arquero) - José "Gato" Navarro (Defensa) - Julio Meléndez (Defensa) - Anselmo Ruíz (Defensa) - "Cuchiman" Rivas (Defensa) - "Pato" Ramírez (Defensa) - Ramón Mifflin (Mediocampista) - Manuel Mayorga (Mediocampista) - Julio Tijero (Delantero) - Julio "El Pato" Velásquez (Volante) - José Quintana - Andrés Zegarra (Delantero) - José Sierra - Ángel Avilés (Delantero) | - Carlos Salinas - Roberto Agüero - Rubén "Panadero" Díaz - Mariano Loo - Matías Quintos - "Nikimba" Salazar - Juan José Ávalos (Delantero) - Carlos Oliva - Jaime Diez Canseco - Carlos Urrunaga - René Gutiérrez - Enrique "Raton" Sánchez - Carlos Cornejo Luyo - Henry Perales (Delantero) |

## DT
- Emilio Vargas (1964-1965)
- Julio Meléndez (1965-1966)
- Benicio José Acosta Barreiro (1968-1969)
- Marcos Calderón (1969-1970)
- Benicio José Acosta Barreiro (1970)
- Marcos Calderón (1971)
- Jaime de Almeida (1972)
- Daniel Ruiz La Rosa (1972)

## Rivalidades
En el Clásico de Defensores de Breña, con el Defensor Lima.

## Datos del club
- Temporadas en Primera División: 8 (1965-1972).
- Temporadas en Segunda División: 17 (1948-1964).
- Mayor goleada conseguida:
  - En campeonatos nacionales de local: Defensor Arica 8:0 Juventud Gloria (14 de noviembre de 1964)
  - En campeonatos nacionales de visita: Centro Iqueño 0:3 Defensor Arica (31 de mayo de 1970)
  - En campeonatos internacionales de local: Defensor Arica 1:1 Universitario (20 de marzo de 1970)
  - En campeonatos internacionales de visita:  Liga Deportiva Universitaria de Quito 1:2 Defensor Arica (21 de febrero de 1970)
- Mayor goleada recibida:
  - En campeonatos nacionales de local:
  - En campeonatos nacionales de visita:
  - En campeonatos internacionales de local: Defensor Arica 0:1  América de Quito (10 de marzo de 1970)
  - En campeonatos internacionales de visitante:  América de Quito 2:0 Defensor Arica (14 de marzo de 1970)
- Mejor participación internacional: Fase de grupos (Copa Libertadores 1970)

### Participaciones internacionales
| Torneo                           | Ediciones |
| -------------------------------- | --------- |
| Copa Libertadores de América (1) | 1970.     |

### Por competición
| Torneo                       | Temp. | PJ | PG | PE | PP | GF | GC | Dif. | Pts. | Mejor desempeño |
| ---------------------------- | ----- | -- | -- | -- | -- | -- | -- | ---- | ---- | --------------- |
| Copa Libertadores de América | 1     | 6  | 1  | 3  | 2  | 5  | 6  | -1   | 5    | Fase de grupos  |
| Total                        | 1     | 6  | 1  | 3  | 2  | 5  | 6  | -1   | 5    | —               |

## Palmarés

### Torneos nacionales
- Segunda División del Perú (1): 1964.
- Subcampeón de la Primera División del Perú (1): 1969.

### Torneos regionales
- Liga Regional de Lima y Callao (1): 1947.
- Subcampeón de la Tercera División de Liga Regional de Lima y Callao (1): 1941

## Nota de Clubes Relacionados
En el distrito de Breña, existió el club Deportivo Arica, que fue popular en su tiempo. Formó jugadores tales como: Roberto Drago y Nemesio Mosquera, llegaron jugar en la profesional. Sin embargo, queda entendido es diferente al Defensor Arica.
Deportivo Arica de Breña.
| Titular | Alterno 1 | Alterno 2 |  |

Además existen actualmente otros equipos con el mismo nombre del club primario. Un caso tenemos al Defensor Arica del Distrito Santa María, provincia de Huaura. Otro ejemplo es el Defensor Arica del Distrito de Nueva Arica, de la liga provincial de Chiclayo. A pesar de la similitud de la indumentaria e insignia de los clubes, son completamente diferentes al histórico Club Defensor Arica de Breña.